# Jorge Carrera Andrade
Jorge Carrera Andrade (Quito, 18 de setembro de 1903 - Quito, 7 de novembro de 1978) foi um escritor, poeta, político e diplomata equatoriano. O seu trabalho é considerado a superação do modernismo e o início da vanguarda no seu país. Cosmopolita nos seus fins de formação e estética, transcendeu em muito as fronteiras locais e praticou tradução, ensaio e diplomacia, com o mesmo empenho com que escreveu poesia.

## Biografia
Estudou no ensino médio em Quito, no reformado Borja, no Normal Juan Montalvo e finalmente no Colegio Mejía. Na escola descobriu a sua excecional aptidão para versos. Com outros dois jovens igualmente dotados, Gonzalo Escudero e Augusto Arias, formou o grupo literário "La Idea". Mais tarde viajou para a Europa, onde estudou Filosofia e Letras em Barcelona, e depois estudou para a carreira diplomática em França, o que ao longo da sua vida o levaria a conhecer em profundidade cidades de todo o mundo. Viveu algum tempo na Inglaterra e na Alemanha. No seu regresso, serviu na função pública, tendo sido posteriormente nomeado Ministro dos Negócios Estrangeiros.
Foi também secretário-geral do Partido Socialista equatoriano (1927-1928), secretário do Senado e do Congresso, cônsul do seu país em Paita (Peru), Le Havre (França) e São Francisco (EUA); secretário da embaixada na Venezuela, ministro plenipotenciário na Grã-Bretanha.

### Carreira literária
Embora desde o início da sua atividade literária tenha assimilado a estética dos movimentos vanguardistas da época, nunca deixou de inspirar o espírito e a paisagem da sua terra equatoriana. A dupla natureza das suas preocupações vanguardistas e indígenas refletiu-se na sua obra poética, que foi descrita como indofuturista pela poetisa chilena Gabriela Mistral, nos seus primeiros livros já se podia ver os sentimentos do índio nativo e o protesto pelo seu estatuto social. Em poemas posteriores, aproximou-se do criacionismo, uma doutrina literária ibero-americana que defendia a autonomia da composição poética e a completa liberdade de inspiração criativa. Graças às suas viagens, como diplomata equatoriano, o seu trabalho ganhou sobriedade expressiva e evoluiu para uma forma única de universalidade poética.
Em 1930 escreveu Boletines de mar y tierra, uma obra escrita sob a influência das vanguardas hispano-americanas da época. Graças à metáfora da viagem marítima, Carrera começa a criar na sua poesia um sentimento de universalismo que, embora à primeira geográfica, produz rapidamente uma redimensionamento do lugar geográfico como local de enunciação da arte do poeta. A partir de 1945 data o Place of Origin, um livro no qual se encontram novas chaves que procuram combinar uma proclamação da Terra juntamente com uma posição de universalismo cósmico. O poema que dá título ao livro insiste nesta linha de impressões metafóricas ligadas à terra.
Em 1940 escreveu microgramas em que adaptou o estilo da poesia haiku em espanhol, usando a fauna, a flora e o folclore equatoriano como tema, onde também se demonstra uma grande influência do poeta Haiku Matsuo Basho. Em 1945 apareceu a compilação dos destaques da sua criação com o título de Registro del mundo, uma obra considerada um dos mais belos exemplos das letras hispano-americanas. Em 1955, abordou o campo histórico com a publicação de La Tierra Siempre es Verde, que aborda os 300 anos em que os espanhóis dominaram os territórios andinos do atual Equador. Em 1957 e 1959 publicou Hombre Planetario, um trabalho fundamental para compreender a maturação da sua palavra poética, à medida que os textos de Carrera radicalizam o processo de destacar a impossibilidade da palavra de capturar toda a realidade. O texto do segundo volume do Homem Planetário, de 1959, com um projeto diferente e de encorajamento mais longo do que o primeiro, requer, ainda formalmente, um único plano poético que não se dispersa em vários poemas, mas é uma sequência de vinte poemas temáticos integrados por esta procura pelo único habitante universal. A obra poética de Carrera Andrade expressa uma estética da perceção do mundo que vai do grande ao pequeno ou do ser para as coisas.

## Obras
Durante a sua vida, Jorge Carrera Andrade publicou as seguintes obras:

### Poesia
- Estanque Inefable (1922)
- La guirnalda del silencio (1926)
- Mademoiselle Satán (1927), poema individual
- Boletines de mar y tierra (1930)
- El tiempo manual (1935)
- La hora de las ventanas iluminadas (1937)
- Biografía para uso de los pájaros (1937)
- País secreto (1940)
- Microgramas (1940)
- Lugar de origen (1945)
- El visitante de niebla y otros poemas (1947)
- Familia de la noche (1953)
- Hombre planetario (1957-1959)
- Floresta de los guacamayos (1964)
- Vocación terrena (1972)

### Outros
- Cartas de un emigrado (1933), ensaios
- Latitudes (1934), diario de viagem
- La tierra siempre verde (1955)
- Viajes por países y libros (1961), ensaios
- Crónica de las Indias (1965), história
- Interpretaciones hispanoamericanas (1967), ensaios
- El volcán y el colibrí (1970), autobiografia